# Roccamontepiano
Roccamontepiano község (comune) Olaszország Abruzzo régiójában, Chieti megyében.

## Fekvése
A megye nyugati részén fekszik. Határai: Bucchianico, Casalincontrada, Fara Filiorum Petri, Pretoro és Serramonacesca.

## Története
A települést a 10-11. században alapították bencés szerzetesek. A következő századokban nemesi birtok volt. Önállóságát a 19. század elején nyerte el, amikor a Nápolyi Királyságban felszámolták a feudalizmust.

## Népessége
A népesség számának alakulása:

## Főbb látnivalói
- San Pietro a Maiella-templom
- San Rocco-templom